# Ostove
Ostove is een gehucht in de Franse gemeente Zutkerque in het departement Pas-de-Calais. Het landelijk gehucht ligt ruim twee kilometer ten noordoosten van het dorpscentrum van Zutkerque, op het kruispunt van de weg van Zutkerque en het gehucht Blanc Pignon met de weg tussen Audruicq en Polincove.
Een oude vermelding van de plaats zou teruggaan tot 1196 als Osthove, wat staat voor Oost-hoeve. Ook op de 18de-eeuwse Cassinikaart staat de plaats als Ostove aangeduid.